# Jan Stehlík
Jan Stehlík, češki rokometaš, * 10. julij 1986.
Leta 2010 je na evropskem rokometnem prvenstvu s češko reprezentanco osvojil 8. mesto.